# Nguyên Dương, Tân Hương
Nguyên Dương (chữ Hán giản thể: 原阳县, Hán Việt: Nguyên Dương huyện) là một huyện của địa cấp thị Tân Hương (新乡市), tỉnh Hà Nam, Cộng hòa Nhân dân Trung Hoa. Huyện Nguyên Dương nằm ở phía tây Tân Hương, giáp với Tiêu Tác. Huyện Nguyên Dương dân số hơn 300.000 người. Nơi đây là chiến trường xưa của trận Mục Dã và di chỉ Đồng Minh Sơn. 

## Các địa điểm nổi bật
- Miếu Vũ Vương
- Vườn Mục Thệ
- Cố thành Tề Châu
- Bia từ Độ Hà